# Kathy Kinney
Pour les articles homonymes, voir Kinney.
Kathy Kinney est une actrice américaine née le 3 novembre 1954 à Stevens Point, Wisconsin (États-Unis).

## Filmographie

### Télévision
- 1989 - 1990 : Newhart (série télévisée) : Prudence Goddard
- 1988 : Au nom de la foi (Promised a Miracle) (téléfilm) : Cindy Wilson
- 1988 : Tu récolteras la tempête (en) (Inherit the Wind) (téléfilm) : Femme du dépôt
- 1991 : Tagteam (téléfilm) : Instructeur
- 1992 : Cruel Doubt (téléfilm)
- 1995 : Runway One (téléfilm) : Propriétaire du motel
- 1995 : Le Drew Carey Show ("The Drew Carey Show") (série télévisée) : Mimi Bobeck Carey
- 1999 : Rusty le robot (Big Guy and Rusty the Boy Robot) (série télévisée) : Jenny the Monkey (voix)
- 2001 : Rock & Roll Back to School Special (téléfilm) : Mimi Bobeck (Money) Carey
- 2007 : Earl (My name is Earl) (saison 2, épisode 12 : Vu à la télé) (série télévisée) : Officier Bowman
- 2008 - 2013 : La vie secrète d'une ado ordinaire (The secret life of the american teenager) : Bunny

### Cinéma
- 1986 : Parting Glances : Joan
- 1988 : Fantômes en fête (Scrooged) : IBC Nurse
- 1989 : Three Fugitives : Receptionist
- 1990 : Stanley & Iris : Bernice
- 1990 : Arachnophobie (Arachnophobia) : Blaire Kendall
- 1991 : The Linguini Incident de Richard Shepard : Denise
- 1993 : Blessures secrètes (This Boy's Life) : Marian
- 1993 : Mr. Jones : Homeless Lady
- 2000 : Lost in the Pershing Point Hotel : Red Neck Nurse
- 2000 : Morceaux choisis (Picking Up the Pieces) (téléfilm) : Mrs. Tattler
- 2004 : Lenny the Wonder Dog : Lisa Lather
- 2004 : Al Roach: Private Insectigator : Betty Earwiggins